# MC-P100
MC-P100は、セイコーインスツルメンツ（現セイコーインスツル(SII)）製のDDIポケット（現ウィルコム）向けPCカード形データ通信端末である。
本項では後日販売された、MC-P110/TDについても説明する。

## 概要
PIAFS1.0に対応した、データ端末である 。
端末形状はPCカード型 Type IIを採用し、本体の色調は青系の色を採用している。前年に発売された三菱電機製「TL-DC100」より、突起部を小型化した。
対応する通信形式は、データ通信のPIAFS 32Kの他、パソコンに専用ソフトをインストールした上で、イヤホンを本体にある端子に差し込んだ上で音声通話をする事も出来た。
MC-P110/TDは、ベースとなったMC-P100を「Two LINK DATA」に対応させたモデル。本体の色調はピンク系の色になっている。サービスを利用する事で発信番号が3箇所に限定する代わりに、月額料金を980円（税込みで1,029円、当時は税抜き表記だった）と割安なサービスが使える様にしていた。
付属品は、取扱説明書の他に、Windows 95用及びMacintosh用のセットアップディスクなど、またMC-P100には、さらにイヤホンマイクが付属していた。
本機種が販売された以降に開始された、PIAFS 2.1以降のサービスには対応していない。

## 仕様（テンプレート外）
両機種とも共通である。
- 対応OS（各日本語版）
  - Microsoft Windows 95
  - Microsoft Windows 98
  - Microsoft Windows Millennium Edition
  - Microsoft Windows NT 4.0
  - Microsoft Windows 2000
  - 漢字Talk7.5.2 以降のMacintosh
  - Windows CE
  - PowerZAURUS

など

## 歴史
- MC-P100
  - 1997年12月8日　無線設備検査検定協会(MKK)（現テレコムエンジニアリングセンター(TELEC) ）による技術基準適合証明の工事設計認証（工事設計認証番号CJZ09032）
  - 1998年1月22日　電気通信端末機器審査協会(JATE)による技術基準適合認定の設計認証（設計認証番号S98-7302-0）
  - 1998年3月20日　発売
  - 2012年4月30日　制御チャンネル移行に伴い、当該機種に対するサービス終了[3]

- MC-P110/TD
  - 1998年6月18日　JATEによる技術基準適合認定の設計認証（設計認証番号S98-7304-0）
  - 1998年6月19日　MKKによる技術基準適合証明の工事設計認証（工事設計認証番号CJZ09531）
  - 1998年8月7日　 発売
  - 2012年4月30日　制御チャンネル移行に伴い、当該機種に対するサービス終了[3]